# Сан-Жуан-да-Парауна
Сан-Жуан-да-Парауна (порт. São João da Paraúna) — муниципалитет в Бразилии, входит в штат Гояс. Составная часть мезорегиона Юг штата Гойас. Входит в экономико-статистический микрорегион Вали-ду-Риу-дус-Бойс. Население составляет 2132 человека на 2006 год. Занимает площадь 305,357 км². Плотность населения — 7,0 чел./км².

## Статистика
- Валовой внутренний продукт на 2003 год составляет 15 320 449,00 реалов (данные: Бразильский институт географии и статистики).
- Валовой внутренний продукт на душу населения на 2003 год составляет 7358,53 реалов (данные: Бразильский институт географии и статистики).
- Индекс развития человеческого потенциала на 2000 год составляет 0,779 (данные: Программа развития ООН).